# João Inácio Müller

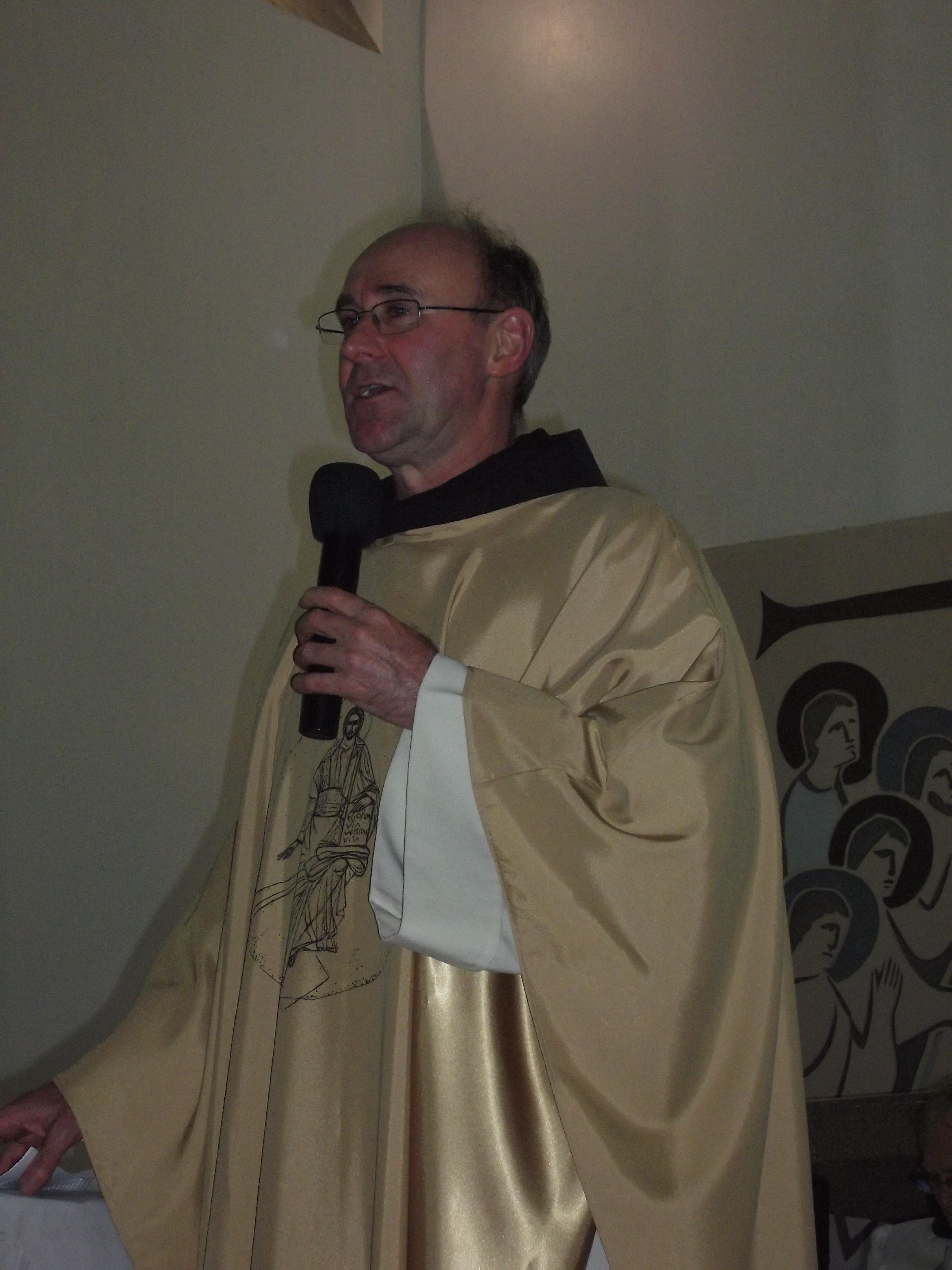
João Inácio Müller OFM (2011)

Wappen von João Inácio Müller

João Inácio Müller OFM (* 15. Juni 1960 in Santa Clara do Sul, Rio Grande do Sul, Brasilien) ist ein brasilianischer Ordensgeistlicher und römisch-katholischer Erzbischof von Campinas.

## Leben
João Inácio Müller trat der Ordensgemeinschaft der Franziskaner bei und legte am 14. April 1985 die ewige Profess ab. Müller empfing am 3. Dezember 1988 das Sakrament der Priesterweihe.
Am 25. September 2013 ernannte ihn Papst Franziskus zum Bischof von Lorena. Der emeritierte Präfekt der Kongregation für den Klerus, Cláudio Kardinal Hummes OFM, spendete ihm am 15. Dezember desselben Jahres die Bischofsweihe; Mitkonsekratoren waren der emeritierte Bischof von Lorena, Benedito Beni dos Santos, und der Erzbischof von Porto Alegre, Jaime Spengler OFM. Die Amtseinführung fand am 11. Januar 2014 statt.
Am 15. Mai 2019 ernannte ihn Papst Franziskus zum Erzbischof von Campinas. Die Amtseinführung erfolgte am 14. Juli desselben Jahres.